# Dziurawa Ściana (Tatry Bielskie)

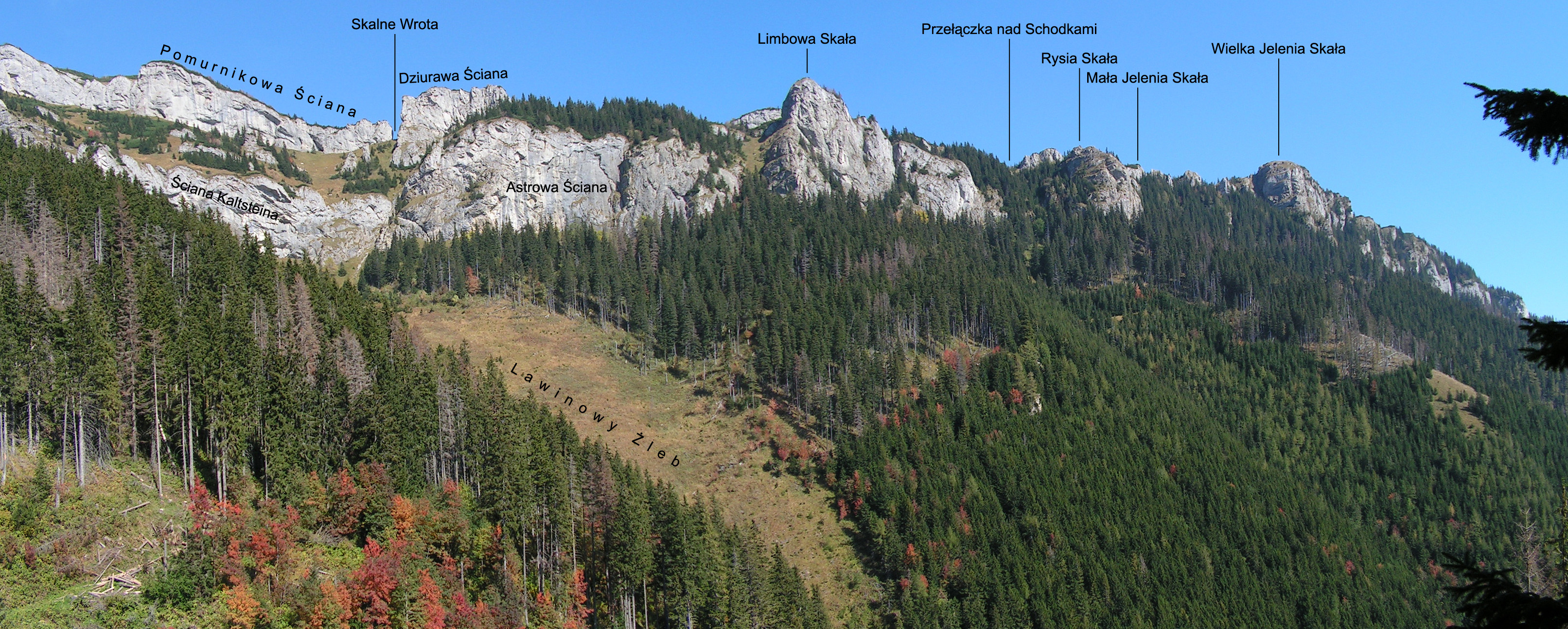
Dziurawa Ściana wśród opisanych obiektów

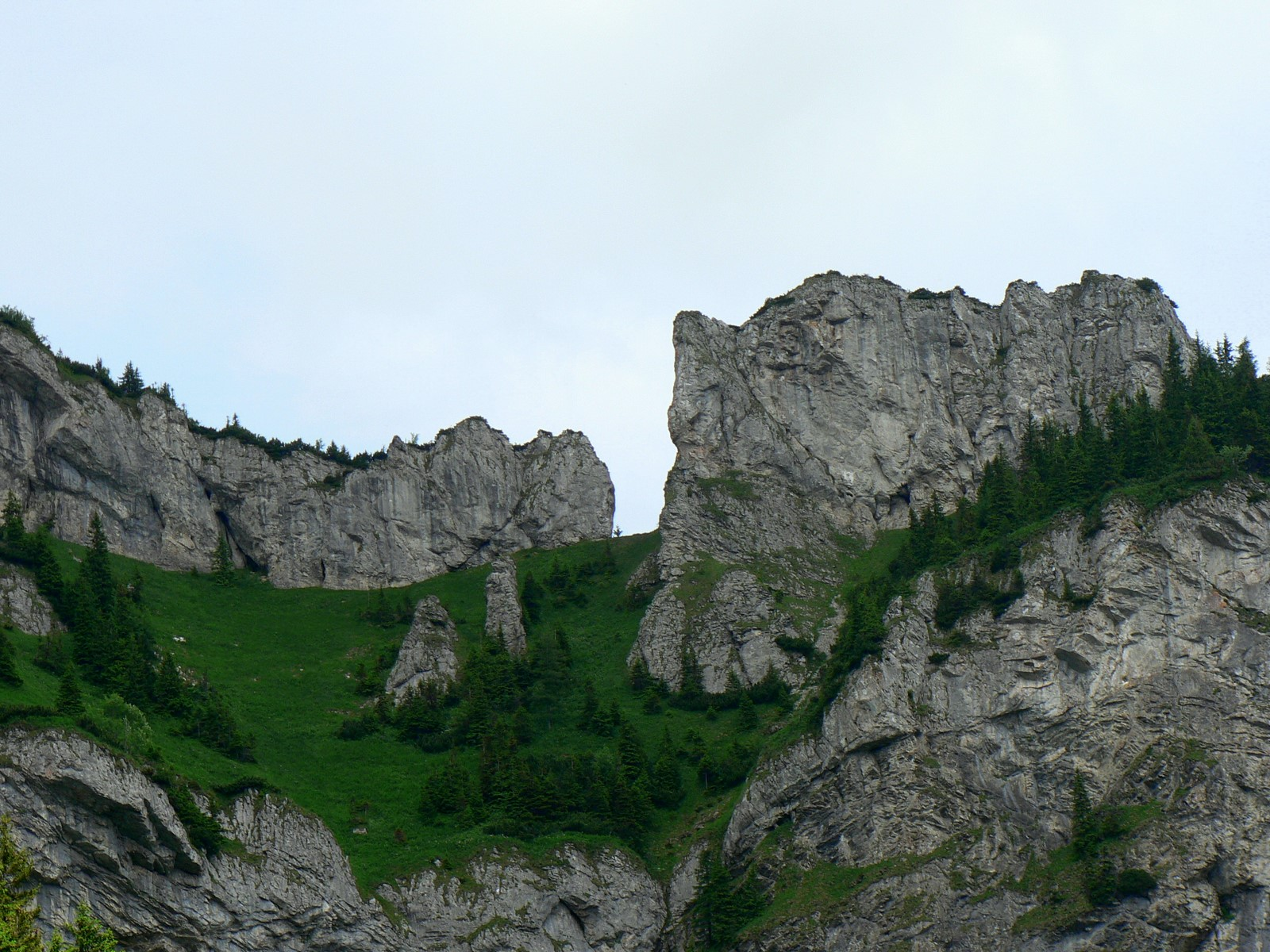
Dziurawa Ściana po prawej u góry

Dziurawa Ściana (niem. Lochwand, słow. Deravá stena, węg. Lyukas-fal) – zbudowana z wapieni skała w Kozim Grzbiecie w słowackich Tatrach Bielskich. Jest najwyżej położoną z wszystkich skał tego grzbietu i najtrudniej dostępną – wszystkie pozostałe skały są łatwo dostępne od północnej strony, Dziurawa Ściana natomiast również na północną stronę opada urwiskiem. Wznosi się zaraz za Skalnymi Wrotami, a kilkadziesiąt metrów poniżej niej jest Astrowa Ściana.
Nazwa Dziurawej Ściany pochodzi od tego, że są w niej dwie dziury (okna skalne). Są to schroniska skalne o nazwie Okno i Strzelnica. Obydwa są łatwo dostępne od północnej strony. Przejść można tylko Oknem, Strzelnica jest zbyt ciasna dla człowieka. Na południową stronę otwór okna opada kilkumetrową ścianką.
W latach 1937–1978 pod pionową ścianą Dziurawej Skały prowadził odcinek znakowanego szlaku Magistrali Tatrzańskiej. Został zamknięty, ale ścieżka fizycznie istnieje nadal, również możliwe do przejścia są jej odcinki wycięte w kosodrzewinie.